# Love Bites (série télévisée)
Pour les articles homonymes, voir Love bites.
Love Bites est une série télévisée américaine en huit épisodes de 45 minutes créée par Cindy Chupack et diffusée entre le 2 juin 2011 et le 21 juillet 2011 sur le réseau NBC.
Cette série est inédite dans tous les pays francophones.

## Synopsis
Anthologie des relations amoureuses au XXIe siècle. Chaque épisode se penche sur trois histoires différentes, reliées par un thème commun.

## Distribution

### Acteurs principaux
- Becki Newton : Annie
- Greg Grunberg : Judd
- Constance Zimmer : Colleen

### Invités
- Jennifer Love Hewitt : elle-même (épisode 1)
- Krysten Ritter : Cassie (épisode 1)
- Lindsay Price : Liz (épisode 1)
- Craig Robinson : Bowman (épisode 1)
- Larry Wilmore : le patron (épisode 1)
- Charlyne Yi : la gérante du sex-shop (épisode 1)
- Stacy Galina (en) : Kindra (épisode 1)
- Kyle Howard (en) : Carter (épisode 1)
- Steve Howey : Kell (épisode 1)
- Michelle Trachtenberg (épisodes 2 et 3)
- Frances Conroy (épisode 2)
- Guillermo Diaz (épisode 3)
- Laura Prepon (épisode 3)
- Donald Faison (épisode 3)

## Concept
Love Bites est une sorte d'anthologie. Ainsi, elle se fonde sur une succession d'histoires indépendantes (3 par épisode), éventuellement reliées par un thème commun ("les premières fois" pour le pilote). Les personnages d'Annie et Judd ne se rencontrent pas et n'interviennent pas dans toutes les histoires.

## Production
Le pilote a été commandé en janvier 2010, qui sera réalisé par Marc Buckland (en).
En février 2010, Becki Newton (Ugly Betty) décroche le rôle principal et incarne une vierge, suivie de Jordana Spiro (My Boys (en)).
En mars 2010, des invités sont annoncés : Jennifer Love Hewitt (Ghost Whisperer), Greg Grunberg (Heroes), Lindsay Price (Lipstick Jungle), Jason Lewis (Sex and the City) et Craig Robinson (The Office).
Le 7 mai 2010, NBC commande la série, ajoutant à la liste des invités Larry Wilmore (The Daily Show), Charlyne Yi (Knocked Up), Pamela Adlon (Californication), Stacy Galina (en) (Hidden Hills), Brian Hallisay (Privileged), Kyle Howard (en) (My Boys) et Steve Howey (Bride Wars), et lors des Upfronts une semaine plus tard, place la série dans la case du jeudi à 22 h à l'automne. Le lendemain, Greg Grunberg est promu à la distribution principale.
En juin 2010, Jordana Spiro est forcée de quitter la série, alors toujours sous contrat avec la série My Boys de la chaîne TBS, qui a pourtant annulé la série à la fin de sa quatrième saison en septembre 2010. Entre-temps, Becki Newton tombe enceinte (elle incarne une vierge dans la série), puis la créatrice de la série annonce son départ de son poste de showrunner, obligeant NBC au début juillet 2010 à repousser la série à la mi-saison. Aussi, Constance Zimmer décroche le rôle principal de Colleen, remplaçant Pamela Adlon.
À la mi-juillet 2010, Jon Kinnally (en) et Tracy Poust (en) (Will et Grace) deviennent les nouveaux showrunners. En décembre 2010, la commande passe de treize à neuf épisodes. Seulement huit épisodes ont été tournés.
Le 19 juillet 2011, la série est annulée.

## Épisodes
0. Pilote original non-diffusé
1. Titre français inconnu (Firsts)
2. Titre français inconnu (How To…)
3. Titre français inconnu (Keep on Truckin')
4. Titre français inconnu (Sky High)
5. Titre français inconnu (Stand and Deliver)
6. Titre français inconnu (Too Much Information)
7. Titre français inconnu (Boys to Men)
8. Titre français inconnu (Modern Plagues)

## Diffusion
La série trouve finalement sa place le jeudi à 22 h. Elle est précédée par deux heures de rediffusion des sitcoms de la chaîne. Ces rediffusions faisant des audiences très faibles, cela explique en partie le faible nombre de personnes présentes pour regarder le pilote (seulement 2,64 millions). La série a ensuite vu ses audiences s'effriter et se rapprocher petit à petit de la barre des 2 millions.